# Luis Cuéllar
Luis Cuéllar Bassols (Olot, 5 de marzo de 1925-Barcelona, 22 de noviembre de 1993) fue un filósofo, profesor y escritor español.

## Biografía
Nació en Olot, Gerona. Realizó sus estudios en la Universidad de Barcelona, en la que luego sería profesor de filosofía. También dictó clases como profesor de español en el liceo “Louis le Grand”, y asiste a cursos refundación en 1988 de la Sociedad Catalana de Filosofía.
Escribió el libro «Introducción a la filosofía» junto con el profesor español Rovira Martínez. Contiene una recopilación para el comienzo del estudio de la filosofía, imágenes, gráficas, ejemplos y ejercicios. Abarca temas como lógica proposicional y silogismos, entre otros. El libro fue aprobado por el Ministerio de Educación y Cultura de España como libro de referencia educativa por la orden 18344 del 6 de junio de 1977.

## Libros
- 1956, Verdadera y falsa autenticidad vital
- 1957, La verdad y su función liberadora
- 1958, La dialéctica
- 1959, Empobrecimiento unamuniano de la esencia del cristianismo
- 1965, Psicología contemporánea
- 1970, La existencia humana y el amor.
- 1977, Introducción a la filosofía ISBN 8421801619
- 1978, Introducción a la psicología del pensamiento
- 1981, Comprender la filosofía, ISBN 9788430783632
- 1981, El hombre y la verdad. ISBN 8425412064
- 1983, Antología de textos de filosofía ISBN 978-84-205-0769-9